# Pardosa subalpina
Pardosa subalpina är en spindelart som beskrevs av Schenkel 1918. Pardosa subalpina ingår i släktet Pardosa och familjen vargspindlar.
Artens utbredningsområde är Schweiz. Inga underarter finns listade i Catalogue of Life.